# Rannu (gemeente)
Rannu (Estisch: Rannu vald) was een gemeente in het westen van de Estische provincie Tartumaa. De gemeente telde 1521 inwoners op 1 januari 2017 en had een oppervlakte van 157,6 km².
De gemeente is in oktober 2017 opgegaan in de gemeente Elva.
De landgemeente telde negentien nederzettingen, waarvan er twee, Rannu en Kureküla, de status van alevik (vlek) hebben. Het bestuurscentrum was het dorp Vallapalu.
De gemeente besloeg een deel van het Võrtsmeer, het grootste meer dat geheel op Estisch grondgebied ligt. Aan het meer bevinden zich een limnologisch onderzoeksinstituut en een museum over het meer. Tussen Tamme en Neemisküla rijst de oever over een afstand van 200 meter tot 8 meter op: bij deze zandstenen rotsen uit het Devoon werden in de 19de eeuw fossielen van placodermen gevonden.
Bij Tamme bevindt zich een windmolen met draaibare kap, maar zonder wieken.
De aan Sint-Maarten gewijde kerk van Rannu (Rannu Martini kirik) staat in Neemisküla en dateert uit de 15de eeuw. De preekstoel dateert uit de 16de eeuw en is de oudste van Estland.

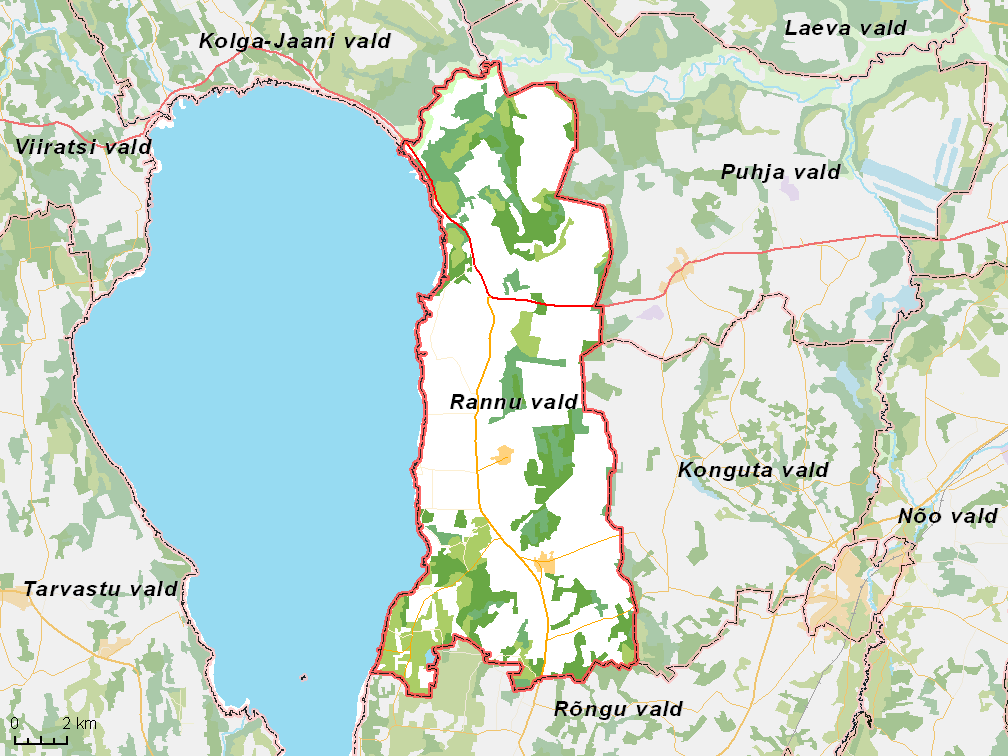
De gemeente met omliggende gemeenten, situatie begin 2017